# Claus Fabian

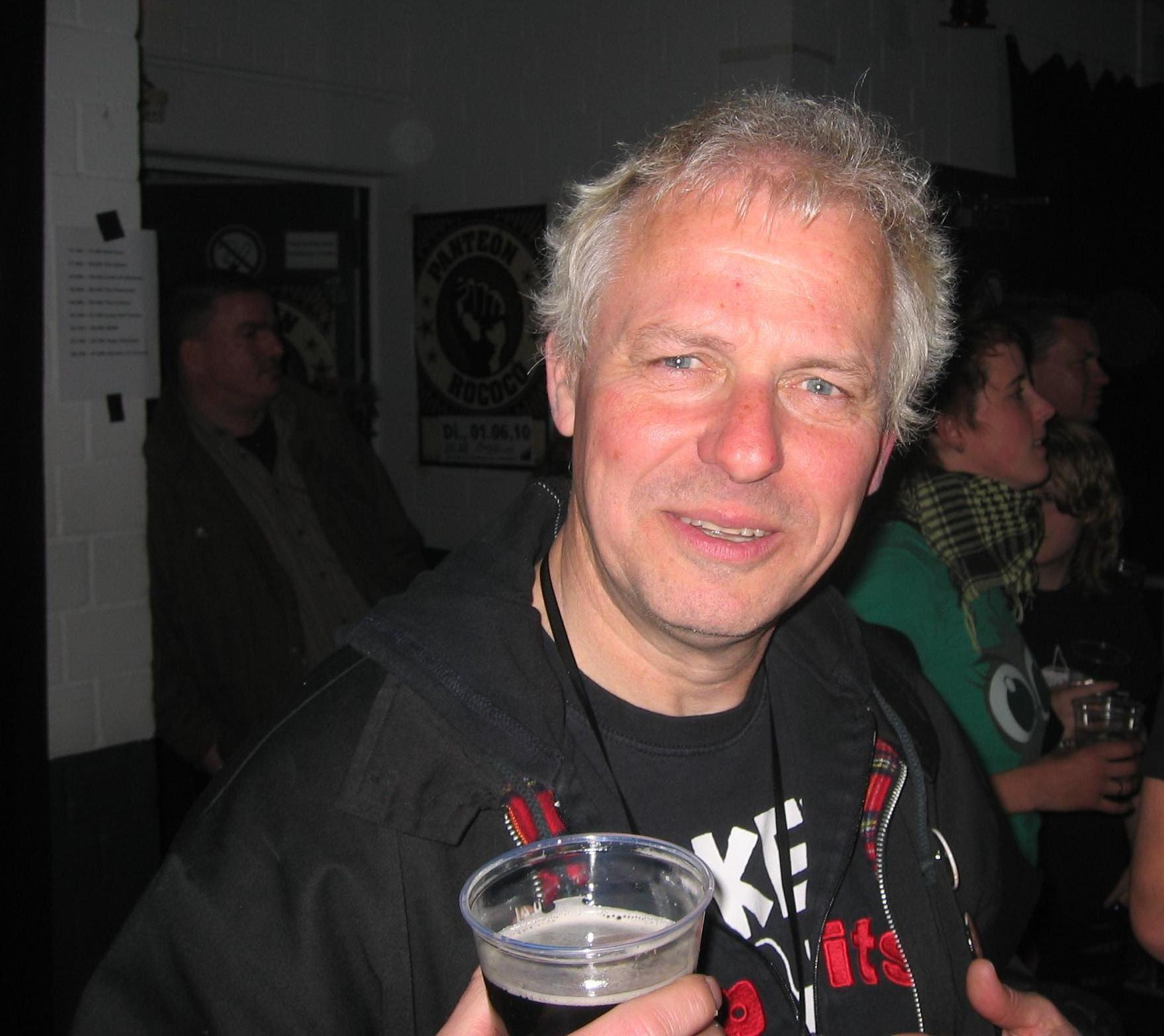
Claus Fabian 2010

Claus „Fabsi“ Fabian (* 31. März 1956 in Düsseldorf) ist ein deutscher Musikproduzent, Schlagzeuger und Sänger. Er war Schlagzeuger der Punkband ZK, ist Sänger der Gruppe Die Mimmi’s und Inhaber der Plattenfirma Weser Label.

## Leben
Fabian ist gelernter Medizintechnischer Kaufmann und arbeitete acht Jahre in diesem Beruf. Seine musikalische Karriere begann 1978 mit der Gründung der Band ZK in Düsseldorf. Bis zur Auflösung 1981 spielte er dort Schlagzeug. Aus den ZK-Mitgliedern Campino und Kuddel ging später die Band Die Toten Hosen hervor.
Nach der Auflösung von ZK zog Fabian 1981 zu seiner damaligen Freundin und heutigen Ehefrau Elli (Künstlername: Elli T. Sex) nach Bremen und gründete dort mit ihr zusammen die Band Slipeinlage. Fabian war als Sänger das einzige männliche Mitglied der Gruppe. Parallel spielte er in der Düsseldorfer Band Aram & die Schaffner Schlagzeug. Bei Aram & die Schaffner spielten zeitweise auch die Toten-Hosen-Gründungsmitglieder Michael Breitkopf und Walter November, jedoch nie mit Claus Fabian zusammen. Mit der Gruppe spielte er unter anderem 1982 auf den ersten beiden Konzerten der Toten Hosen im Bremer Schlachthof und auf dem Berliner Oktoberfest im SO36.
In den 80er Jahren gründete er die Band Die Mimmi’s und griff dabei die Idee von Slipeinlage auf, als einziger Mann unter Frauen zu singen. Da Die Mimmi’s für ihre erste Single Deutscher Meister wird der SVW keinen Verleger fanden, gründete Fabian das Weser Label und die Platte erschien im Eigenverlag. Mitte 1995 beging Fabians Mutter Selbstmord. Er und seine Frau Elli verkrafteten dies anfangs nicht und es kam zum vorübergehenden Ende der Mimmis.
1996 gründete er zusammen mit seiner Frau Elli die Formation Fabsi & der Peanutsclub. Die Gruppe unterstützte 1998 die Anarchistische Pogo-Partei Deutschlands – wenn auch ohne Elli – auf einer Wahlkampftour. Im Oktober 1999 bedeutete eine tragische Schulterverletzung das vorübergehende Ende seiner Karriere als Schlagzeuger.
Mit den Weser Label vertreibt er heute unter anderem Tonträger von Slime, The Lurkers, Die Goldenen Zitronen und Rocko Schamoni.
Seit November 2002 ist Fabian wieder als Sänger der neu gegründeten Mimmi’s aktiv. Auf der Toten-Hosen-DVD Friss oder Stirb - Directors Cut aus dem Jahr 2005 ist er auf dem Jubiläumskonzert von ZK am Schlagzeug zu sehen.
Seit 2003 veranstaltet Fabian des Festival Rock’n’Roll Butterfahrt auf der Helgoländer Düne. Als Headliner spielen seit Beginn Die Mimmi´s.